# دوقلوهای کسلر
آلیس و الن کسلر (آلمانی: Die Kessler-Zwillinge, ایتالیایی: Gemelle Kessler, انگلیسی: Kessler Twins؛ زادهٔ ۲۰ اوت ۱۹۳۶) خواهران دوقلو اهل آلمان هستند که به دوقلوهای کسلر معروف هستند، این دو خواهر در زمینه بازیگری و خوانندگی فعالیت دارند.
از فیلم‌ها یا برنامه‌های تلویزیونی که وی در آن نقش داشته‌است می‌توان به سدوم و گمورا اشاره کرد. آلیس و الن کسلر به نمایندگی از آلمان در مسابقه آواز یوروویژن ۱۹۵۹ شرکت کرده و در رده ششم قرار گرفته‌اند.

## نگارخانه

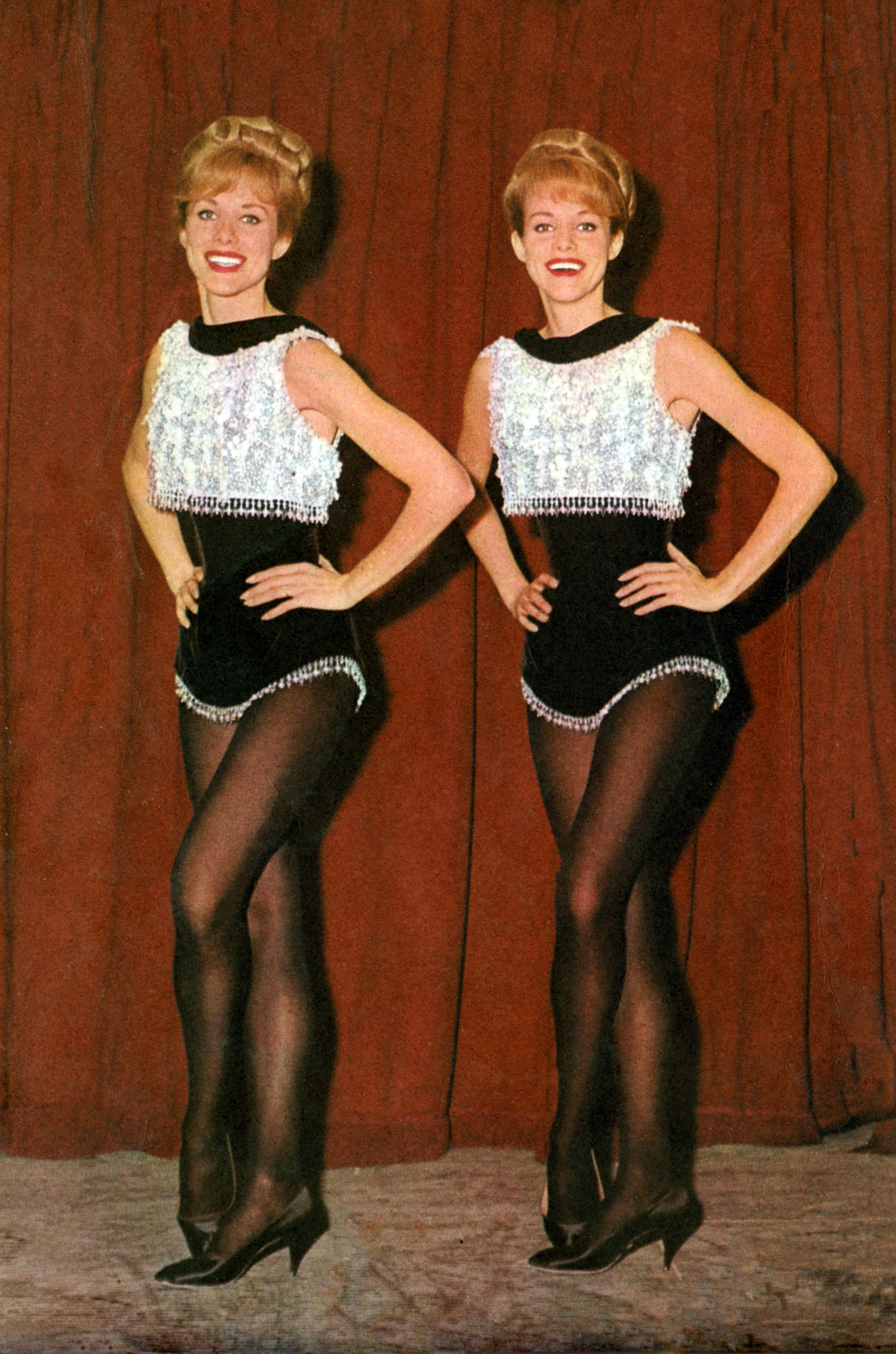
۱۹۶۵
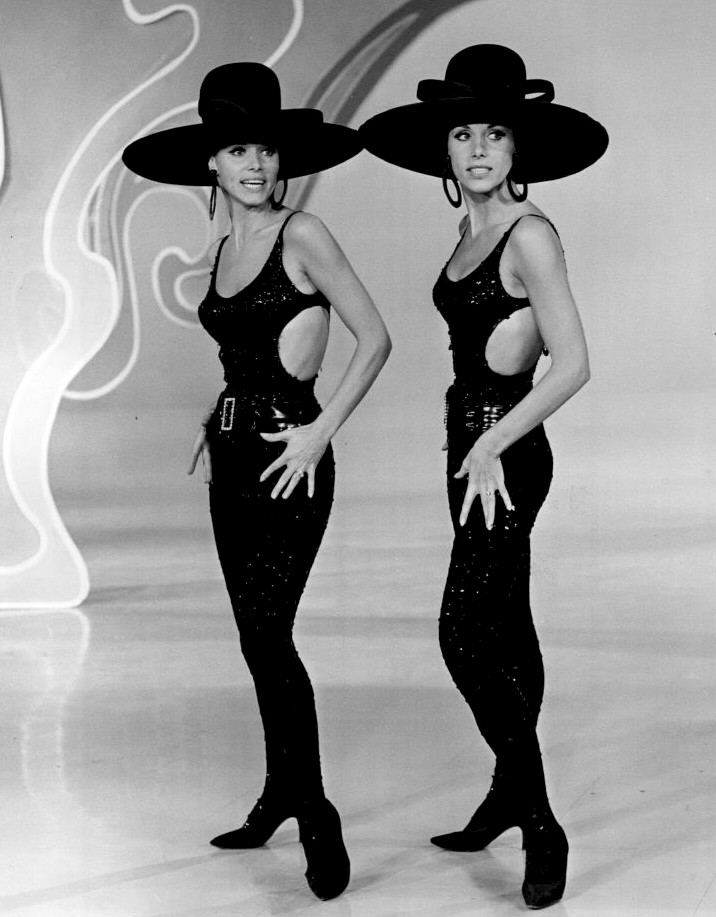
۱۹۶۶
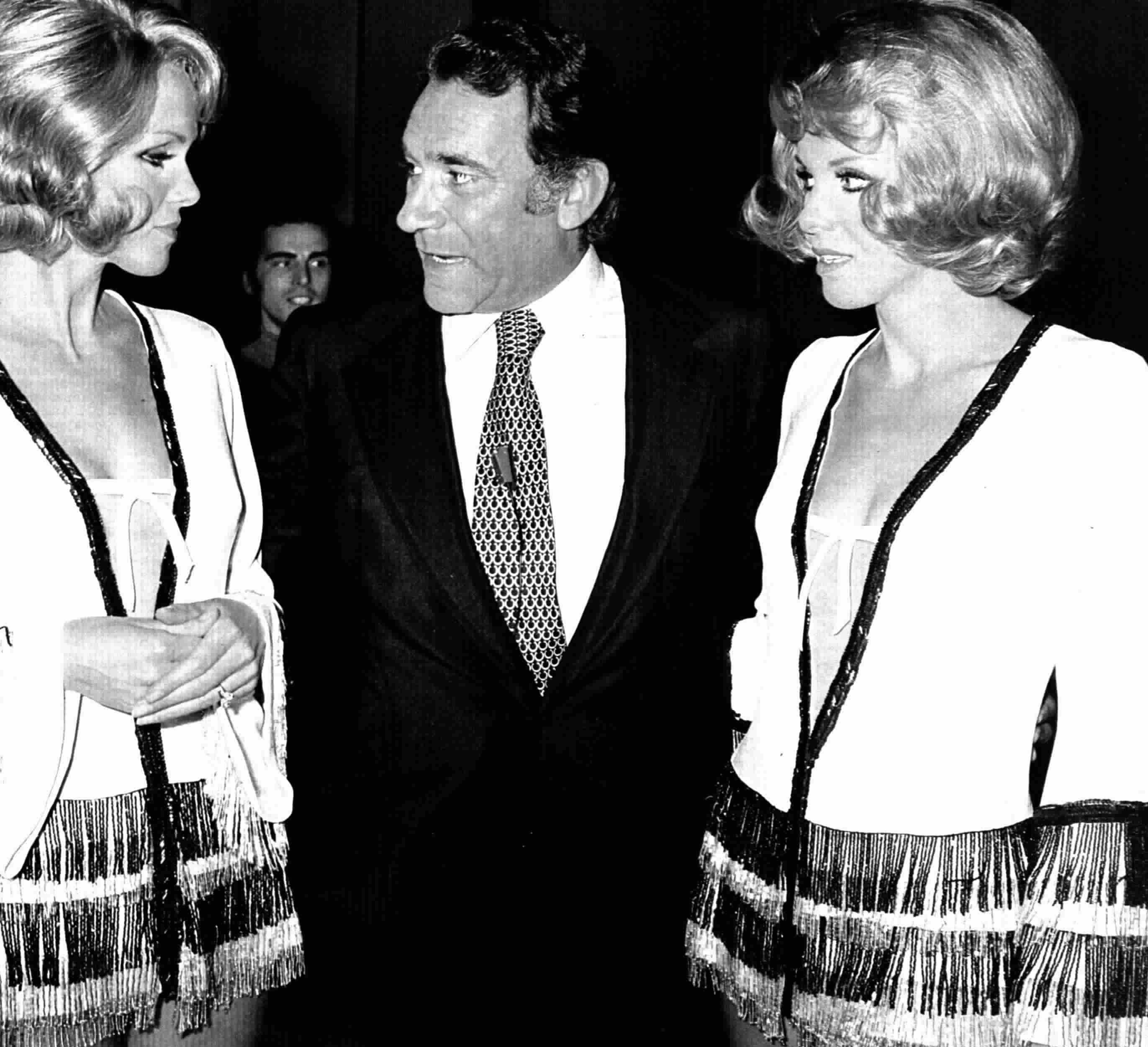
۱۹۷۲